# Louis van Kimmenade
Louis van Kimmenade, officieel Ludovicus Godefridus van de Kimmenade (Helmond, 26 juli 1901 – bruchsal Duitsland, 8 februari 1981), was een Nederlands textielondernemer. Hij was voorman van de familie Van de Kimmenade (in de "Groep Van Kimmenade") die in de tweede helft van de 20e eeuw in Noord-Brabant en Limburg een tiental textielfabrieken in handen had.
Louis van (de) Kimmenade was een selfmade man met een bescheiden achtergrond; zijn vader was houtzager van beroep, later machinist. Hij kreeg het textielvak in de vingers als medewerker van NV De Wit's Textielnijverheid in Helmond. Daar werd hij uiteindelijk adjunct-directeur, tot 1943. Voor zijn aandeel en betrokkenheid bij de economische collaboratie van NV De Wit's Textielnijverheid werd hij in 1947 voor een jaar ontzet uit een leidende functie in de textielindustrie. Vervolgens begon hij in 1948 Aarle-Rixtel met een eigen textielonderneming, de NV Brabantse Textielmaatschappij Artex, formeel gevestigd in zijn woonplaats Helmond maar met de productievestiging in Aarle-Rixtel. Vervolgens ging deze Brabantse Textielmaatschappij vanaf de jaren zestig textielbedrijven overnemen. Onder zijn aanvoering kwam het concern tot zijn grootste omvang. Hoogtepunt was in de jaren 60:, toen telde de Van Kimmenade groep duizenden personeelsleden. De familie opereerde vaak vanuit de naam "Groep Van Kimmenade" en was een van de bekendste textielfamilies in Noord-Brabant en Zuid-Limburg tot aan het begin van de jaren 80.
Louis van Kimmenade overleed in 1981 in Duitsland. Een aantal jaren na zijn overlijden failleert het gehele imperium. Van Kimmenade had de laatste 50 jaar van zijn leven zijn hoofdverblijf in een villa gelegen aan de Aarle-Rixtelseweg in Helmond (Villa van de Kimmenade).